# Robert Ihly
Robert Ihly (* 5. Mai 1963 in Asbest, Russische SFSR, Sowjetunion) ist ein ehemaliger deutscher Leichtathlet und Olympiateilnehmer.

## Karriere
Bis 1988 trat Ihly für den Armeesportklub Alma-Ata an. Im Februar 1989 zog er als Spätaussiedler nach Deutschland und schloss sich dem LFV Schutterwald an, ab 1992 startete er für die LG Offenburg. Bereits 1989 gewann Ihly seinen ersten Deutschen Meistertitel im 50-km-Gehen, 1990 gewann er sowohl über 20 Kilometer als auch über 50 Kilometer. Nach der Wiedervereinigung bekam Ihly starke Konkurrenz durch Geher aus der DDR wie Axel Noack, Ronald Weigel und Hartwig Gauder, konnte aber mit zwei Ausnahmen jedes Jahr einen nationalen Titel gewinnen und war auch jeweils beim internationalen Saisonhöhepunkt dabei. Seine besten Resultate gelangen ihm bei Weltmeisterschaften, wo er sich dreimal unter den besten acht Athleten platzierte. Dazu gelang ihm bei den Halleneuropameisterschaften 1992 ein siebter Platz. Bei Olympischen Spielen blieb ein elfter Rang 1992 über 20 Kilometer seine beste Leistung, nach Platz 17 1996 trat er 2000 in Sydney über 50 Kilometer an, gab aber unterwegs auf. 
Ihly stellte 1990 mehrere DLV-Rekorde im Bahngehen auf, sein letzter deutscher Rekord waren 1996 3:52:46 h über 50.000 Meter auf der Bahn. Bei einer Körpergröße von 1,75 m betrug Ihlys Wettkampfgewicht 65 kg. Ihly ist gelernter Wasserbauingenieur, neben seiner Berufstätigkeit bei einer Baufirma ist Ihly als badischer Verbandstrainer der Geher weiterhin im Gehsport aktiv.

## Platzierungen bei internationalen Meisterschaften

### Olympische Spiele
- 1992 20 km: Platz 11
- 1996 20 km: Platz 17

### Weltmeisterschaften
- 1991 20 km: Platz 6
- 1993 20 km: Platz 7
- 1995 20 km: Platz 14
- 1997 20 km: Platz 11
- 1999 50 km: Platz 5

### Europameisterschaften
- 1990 20 km: Platz 9
- 1998 50 km: Platz 11

## Deutsche Meistertitel
- 20 km Straßengehen: 1990, 1991, 1992, 1993, 1996, 1997
- 50 km Straßengehen: 1989, 1990, 1998, 1999
- 5000 m Hallengehen: 1990, 1997

## Bestzeiten
- 20 km Straßengehen: 1:19:59 h (1992)
- 50 km Straßengehen: 3:49:22 h (1999)